# Winston (Oregón)
Winston es una ciudad ubicada en el condado de Douglas en el estado estadounidense de Oregón. En el año 2006 tenía una población de 5.490 habitantes y una densidad poblacional de 832.3 personas por km².

## Geografía
Winston se encuentra ubicada en las coordenadas 43°7′18″N 123°25′3″O / 43.12167, -123.41750.

## Demografía
Según la Oficina del Censo en 2000 los ingresos medios por hogar en la localidad eran de $28,939, y los ingresos medios por familia eran $36,006. Los hombres tenían unos ingresos medios de $30,909 frente a los $18,555 para las mujeres. La renta per cápita para la localidad era de $13,299. Alrededor del 16.9% de la población estaban por debajo del umbral de pobreza.